# LEN Euro League Women
A LEN Champions League Women é a principal competição de clubes femininos de polo aquático da Europa, com a participação de diferentes nações. É organizada pela Ligue Européenne de Natation, desde 1987.

## Historia

### Nomes da Competição
- LEN European Cup: (1987-1999)
- LEN Champions Cup: (1999-2013)
- LEN Euro League Women: (2013-presente)

## Campeãs
| - 1987-88 Donk Gouda - 1988-89 Donk Gouda - 1989-90 Nereus - 1990-91 Donk Gouda - 1991-92 Brandenburg - 1992-93 Szentes - 1993-94 Orizzonte Catania - 1994-95 Nereus - 1995-96 Nereus - 1996-97 SKIF Moscow | - 1997-98 Orizzonte Catania - 1998-99 SKIF Moscow - 1999-00 Glyfada - 2000-01 Orizzonte Catania - 2001-02 Orizzonte Catania - 2002-03 Glyfada - 2003-04 Orizzonte Catania - 2004-05 Orizzonte Catania - 2005-06 Orizzonte Catania - 2006-07 Fiorentina | - 2007-08 Orizzonte Catania - 2008-09 Vouliagmeni - 2009-10 Vouliagmeni - 2010-11 CN Sabadell - 2011-12 Pro Recco - 2012-13 CN Sabadell - 2013-14 CN Sabadell - 2014-15 Olympiacos Pireu - 2015-16 CN Sabadell - 2016-17 Kinef Kirishi | - 2017-18 Kinef Kirishi - 2018-19 CN Sabadell - 2019-20 Pandemia de COVID-19 - 2020-21 Olympiacos Pireu - 2021-22 Olympiacos Pireu - 2022-23 CN Sabadell - 2023-24 CN Sabadell |